# NBA 2K
NBA 2K é uma série de jogos eletrônicos de basquetebol sob licença da liga NBA desenvolvida pela Visual Concepts e publicada pela Sega Sports de 1999 até 2004 e pela 2K Sports de 2005 até hoje.

## Jogos da série
| Título              | Ano  | Plataforma                                                                          | Atleta(s) da capa |
| ------------------- | ---- | ----------------------------------------------------------------------------------- | --- |
| NBA 2K              | 1999 | Dreamcast                                                                           | Allen Iverson |
| NBA 2K1             | 2000 | Dreamcast                                                                           | Allen Iverson |
| NBA 2K2             | 2001 | Dreamcast, GameCube, PlayStation 2, Xbox                                            | Allen Iverson |
| NBA 2K3             | 2002 | GameCube, PlayStation 2, Xbox                                                       | Allen Iverson |
| ESPN NBA Basketball | 2003 | PlayStation 2, Xbox                                                                 | Allen Iverson |
| ESPN NBA 2K5        | 2004 | PlayStation 2, Xbox                                                                 | Ben Wallace |
| NBA 2K6             | 2005 | PlayStation 2, Xbox, Xbox 360                                                       | Shaquille O'Neal |
| NBA 2K7             | 2006 | PlayStation 2, PlayStation 3, Xbox, Xbox 360                                        | Shaquille O'Neal |
| NBA 2K8             | 2007 | PlayStation 2, PlayStation 3, Xbox 360                                              | Chris Paul |
| NBA 2K9             | 2008 | PC, PlayStation 2, PlayStation 3, Xbox 360                                          | Kevin Garnett |
| NBA 2K10            | 2009 | PC, PlayStation 2, PlayStation 3, PSP, Xbox 360, Wii                                | Kobe Bryant |
| NBA 2K11            | 2010 | PC, PlayStation 2, PlayStation 3, PSP, Xbox 360, Wii                                | Michael Jordan |
| NBA 2K12            | 2011 | PC, PlayStation 2, PlayStation 3, PSP, Xbox 360, Wii                                | Michael Jordan / Magic Johnson / Larry Bird                                                                                 |
| NBA 2K13            | 2012 | PC, PlayStation 3, PSP, Xbox 360, Wii, iOS, Android                                 | Blake Griffin, Kevin Durant e Derrick Rose                                                                                  |
| NBA 2K14            | 2013 | PC, PlayStation 3, PlayStation 4, Xbox 360, Xbox One, iOS, Android                  | LeBron James |
| NBA 2K15            | 2014 | PC, PlayStation 3, PlayStation 4, Xbox 360, Xbox One, iOS, Android                  | Kevin Durant |
| NBA 2K16            | 2015 | PC, PlayStation 3, PlayStation 4, Xbox 360, Xbox One, iOS, Android                  | Anthony Davis / Stephen Curry / James Harden                                                                                |
| NBA 2K17            | 2016 | PC, PlayStation 3, PlayStation 4, Xbox 360, Xbox One, iOS, Android                  | Standard Edition: Paul George Legend Edition: Kobe Bryant                                                                   |
| NBA 2KVR Experience | 2016 | PlayStation VR, HTC Vive, Oculus Rift, Samsung Gear VR                              | Paul George |
| NBA 2K18            | 2017 | PC, PlayStation 3, PlayStation 4, Xbox 360, Nintendo Switch, Xbox One, iOS, Android | Standard Edition: Kyrie Irving Legend Edition: Shaquille O'Neal                                                             |
| NBA 2K19            | 2018 | PC, PlayStation 4, Nintendo Switch, Xbox One, iOS, Android                          | Standard Edition: Giannis Antetokounmpo 20th Anniversary Edition: LeBron James                                              |
| NBA 2K20            | 2019 | PC, PlayStation 4, Nintendo Switch, Xbox One, iOS, Android                          | Standard Edition: Anthony Davis Legend Edition: Dwyane Wade                                                                 |
| NBA 2K21            | 2020 | PC, PlayStation 5, Xbox Series X/S, Nintendo Switch, Xbox One, PlayStation 4        | Standard Edition: Damian Lillard Next-Gen Edition: Zion Williamson Mamba Forever Edition: Kobe Bryant                       |
| NBA 2k22            | 2021 | PC, Playstation 5, Xbox Series X/S, Xbox One, Nintendo Switch, Playstation 4        | Standard and Curren-gen editions: Luka Dončić 75th Anniversary Edition: Kareem Abdul-Jabbar, Dirk Nowitzki and Kevin Durant |
| NBA 2k23            | 2022 | PC, Playstation 5, Xbox Series X/S, Nitendo Switch, Playstation 4, Xbox One         | Standard and Deluxe Edition: Devin Booker Michael Jordan Edition: Michael jordan                                            |
| NBA 2k24            | 2023 | PC, Playstation 5, Xbox Series X/S, Nitendo Switch, Playstation 4, Xbox One         | Kobe Bryant e Sabrina Ionescu                                                                                               |
| NBA 2k25            | 2024 | PC, Playstation 5, Xbox Series X/S, Nitendo Switch, Playstation 4, Xbox One         | Jayson Tatum da NBA e A'ja Wilson da WNBA                                                                                   |